# Os Heróis Trapalhões - Uma Aventura na Selva
Os Heróis Trapalhões - Uma Aventura na Selva é um filme de comédia e aventura brasileiro de 1988, dirigido por José Alvarenga Jr. e estrelado pelos Trapalhões. Conta com as atuações de Angélica - na época apresentadora do Milkshake na Rede Manchete -, Luma de Oliveira e, novamente, do Grupo Dominó.
O patrocínios das empresas para o filme foram cedidos pela Lei Sarney com base nos créditos iniciais.

## Sinopse
Em plena Amazônia, um homem sedento por poder sequestra a filha do Ministro do Exército, visando forçar o governo a atender suas exigências. Enquanto isso, Didi, Dedé, Mussum e Zacarias — presos por terem se apropriado de um tanque do Exército — são enviados em uma missão especial de resgate. Com a ajuda da indianista Maia e de um misterioso xamã indígena, que entrega a Didi sementes mágicas que o fazem voar, o grupo enfrenta uma série de perigos naturais, armadilhas e vilões disfarçados na selva para salvar a jovem e impedir os planos do tirano.

## Elenco
| Ator/Atriz        | Personagem                                               |
| ----------------- | -------------------------------------------------------- |
| Renato Aragão     | Didi                                                     |
| Dedé Santana      | Dedé                                                     |
| Mussum            | Mussum                                                   |
| Zacarias          | Zacarias                                                 |
| Geraldo Del Rey   | Rey                                                      |
| Luma de Oliveira  | Maia                                                     |
| Angélica          | Angélica                                                 |
| Afonso Nigro      | Afonso (está creditado como integrante do Grupo Dominó)  |
| Nill              | Nill (está creditado como integrante do Grupo Dominó)    |
| Marcos Quintela   | Marcos (está creditado como integrante do Grupo Dominó)  |
| Marcelo Rodrigues | Marcelo (está creditado como integrante do Grupo Dominó) |
| Carlos Koppa      | Cicatriz                                                 |
| Maria Helena Dias | Mãe dos Dominó (participação)                            |
| Paulo Figueiredo  | Sub-comandante Madeira                                   |
| Castro Gonzaga    | Xamã (participação)                                      |
| Percy Aires       | ministro do Exército                                     |
| Thelma Reston     | senhoria do Dedé (participação)                          |
| Mario Alimari     | sem-teto que quer morar na cadeia                        |
| Chico Expedito    | delegado                                                 |
| Mac Suara         | índio                                                    |
| Ruy Leal          |                                                          |
| Breno Moroni      | Velha Índia (bandido disfarçado)                         |

## Recepção
Em sua crítica para o Papo de Cinema, Robledo Milani avaliou o filme com 3 de 5 estrelas dizendo que "é uma verdadeira salada de referências à personagens de sucesso naquela década (...) Os Heróis Trapalhões inacreditavelmente acabou funcionando, levando mais de 2,9 milhões de espectadores aos cinemas. Retrato de uma momento histórico mais ingênuo e propenso a brincadeiras dessa natureza – algo que, dificilmente, poderia se reproduzir em tempos como os de hoje."